# مايك هافينار
مايك هافينار، من مواليد 20 مايو 1987 في هيروشيما في اليابان، لاعب كرة قدم ياباني من أصل هولندي. بدأ مسيرته الكروية مع نادي يوكوهوما مارينوس في عام 2006، وهو يلعب حاليا مع نادي فينتفوريت كوفو الياباني. و قد بدأ باللعب مع منتخب اليابان لكرة القدم في عام 2011.

## أهدافه الدولية
| # | موعد      | المكان          | الخصم     | النتيجة | الحصيلة | المسابقة                                |
| - | --------- | --------------- | --------- | ------- | ------- | --------------------------------------- |
| 1 | 11 أكتوبر | أوساكا، اليابان | طاجيكستان | 1–0     | 4–0     | تصفيات آسيا لكأس العالم لكرة القدم 2014 |

## روابط خارجية
- مايك هافينار على موقع الاتحاد الدولي (مؤرشف)  (الإنجليزية)
- مايك هافينار على موقع رابطة كرة القدم اليابانية للمحترفين (اليابانية)
- مايك هافينار على موقع إي إس بي إن إف سي (الإنجليزية)
- مايك هافينار على موقع قاعدة بيانات كرة القدم.إي يو (الإنجليزية)
- مايك هافينار على موقع ليكيب (الفرنسية)
- مايك هافينار على موقع ناشيونال فوتبول تيمز (الإنجليزية)
- مايك هافينار على موقع Soccerbase.com (لاعب) (الإنجليزية)
- مايك هافينار على موقع Soccerway.com (الإنجليزية)
- مايك هافينار على موقع عالم كرة القدم.نت (الإنجليزية)
- مايك هافينار على موقع AS.com (الإسبانية)